# Johnathan Joseph
Johnathan Joseph (Rock Hill, 16 aprile 1984) è un ex giocatore di football americano statunitense che ha militato nel ruolo di cornerback nella National Football League. Fu scelto nel corso del primo giro (24º assoluto) del Draft NFL 2006 dai Cincinnati Bengals. Al college ha giocato a football a South Carolina.

## Carriera

### Cincinnati Bengals
Joseph fu scelto dai Cincinnati Bengals nel corso del primo giro, 24º assoluto, del Draft 2006. Joseph fece il suo debutto da titolare mettendo a segno 5 tackles contro i Kansas City Chiefs. Contro i Pittsburgh Steelers nella settimana 3, Joseph deviò il suo primo passaggio, terminando la gara con 3 deviazioni totali oltre a 3 tackle. Contro i Baltimore Ravens nella settimana 13, Joseph fece registrare l'allora massimo stagionale con 7 tackle e un record in carriera di 4 passaggi deviati. Nell'ultima gara dell'anno, una sconfitta ai supplementari 23-17 contro Pittsburgh, Joseph mise a segno il record in carriera di 10 tackle e 2 passaggi deviati. La stagione di Joseph si concluse con un totale di 58 tackle totali e 20 passaggi deviati.
Joseph fu arrestato il mattino del 22 gennaio 2007 nel nord del Kentucky. Fu accusato di possesso di marijuana, facendone il nono giocatore dei Cincinnati Bengals arrestato nel corso degli ultimi nove mesi.
Joseph saltò solo una partita nella stagione 2007, terminando con 62 tackle, 15 passaggi deviati, 4 intercetti e un touchdown. Egli si classificò al secondo posto nella classifica della squadra per intercetti dietro il rookie Leon Hall.
La stagione 2008 iniziò bene per Joseph, che segnò nella gara di debutto un touchdown su un ritorno da un fumble di 66yard fumble. Nel resto della stagione però, Joseph giocò come titolare in sole 7 partite terminando col minimo di tackle in carriera con 42. Joseph inoltre mise a segno un fumble forzato, 13 passaggi deviati e un intercetto.
Dopo la flessione avvenuta nel 2008, Joseph giocò la miglior stagione della carriera nel 2009. Nella settimana 3, Joseph ritornò un intercetto su Ben Roethlisberger in un touchdown, il quale permise alla squadra di rimontare e vincere 22-19 sui Pittsburgh Steelers. Alla fine del dicembre il giornalista di Sports Illustrated Peter King definì Joseph e Hall "la miglior coppia nella NFL." Joseph terminò la stagione coi massimi in carriera nei tackles, 69, e intercetti, 6. Egli inoltre fece registrare un fumble forzato, 20 passaggi deviati e un touchdown.

### Houston Texans
Il 29 luglio 2011, gli Houston Texans firmarono Joseph con un contratto quinquennale del valore di 48,75 milioni di dollari, 23,5 milioni dei quali garantiti.
Nella sua sesta stagione nella lega, Joseph fu un importante fattore nella difesa sui passaggi di Houston con quattro intercetti e 15 passaggi deviati. Inoltre egli mise a segno 44 tackle, 40 dei quali solitari, e forzò un fumble.
Il 28 dicembre 2011, Joseph ottenne la sua prima convocazione per il Pro Bowl, oltre ad essere inserito nella formazione ideale della stagione All-Pro. Il 7 gennaio 2012, Joseph mise a segno un intercetto nella vittoria di Houston 31-10 sulla sua ex squadra, i Cincinnati Bengals, in quella che fu la prima vittoria nella storia dei Texans ai playoff.
Il 9 maggio 2012, Joseph fu classificato dalla NFL al 73º posto tra i migliori cento giocatori della lega.
Il 26 dicembre 2012 fu convocato per il secondo Pro Bowl in carriera. Come l'anno precedente, nel primo turno di playoff Joseph mise a segno un altro intercetto contro i Bengals, oltre a 5 tackle, coi Texans che passarono agevolmente il turno.
Nella settimana 4 della stagione 2013, Joseph mise a segno un intercetto su Russell Wilson ma i Texans furono sconfitti ai supplementari dai Seattle Seahawks. La sua annata si chiuse con 42 tackle e 3 intercetti.
Il primo intercetto del 2014, Joseph lo fece registrare nella settimana 12 contro i Bengals, ritornandolo in touchdown.
Nel sesto turno della stagione 2017, Joseph intercettò due volte Kevin Hogan dei Cleveland Browns, ritornandone uno per 82 yard in touchdown, venendo premiato come miglior difensore della AFC della settimana.

### Tennessee Titans
Il 6 maggio Joseph firmò con i Tennessee Titans.

## Palmarès
- Convocazioni al Pro Bowl: 2

2011, 2012
- All-Pro: 1

2011
- Difensore della AFC della settimana: 1

6ª del 2017